# Elgersburg
Elgersburg är en kommun och ort i Ilm-Kreis i förbundslandet Thüringen i Tyskland.
Kommunen ingår i förvaltningsgemenskapen Geratal/Plaue tillsammans med kommunerna Martinroda och Plaue.